# Facundo Agüero
Facundo Agüero (General Pico, Provincia de La Pampa, Argentina; 21 de enero de 1995) es un futbolista argentino. Juega como marcador central y su primer equipo fue Instituto de Córdoba. Actualmente se encuentra en Tenerife de la Primera Federación de España. Es hijo del exfutbolista Roque Agüero.

## Trayectoria
Tuvo una etapa en las divisiones inferiores del Sportivo Independiente, que precedió a su paso por Instituto de Córdoba. En el equipo de La Gloria fue que debutó profesionalmente, el 4 de abril de 2015, teniendo como rival al Atlético Paraná, en un partido que terminó en derrota por 0-2. Tras 28 partidos, Agüero marcó su primer gol en septiembre de 2016 ante Estudiantes de San Luis en el Estadio Juan Domingo Perón.
En noviembre de 2020, fue anunciado como refuerzo de Deportes La Serena, logrando a fin de torneo salvarse del descenso a la Primera B chilena. En febrero de 2022, tras no renovar con el conjunto granate, Agüero se convirtió en refuerzo de Unión de Santa Fe.

## Estadísticas
- Actualizado al 8 de diciembre de 2024

| Club                       | Div.                | Temporada           | Liga  | Liga  | Copa nacional | Copa nacional | Copa internacional | Copa internacional | Total | Total |
| Club                       | Div.                | Temporada           | Part. | Goles | Part.         | Goles         | Part.              | Goles              | Part. | Goles |
| -------------------------- | ------------------- | ------------------- | ----- | ----- | ------------- | ------------- | ------------------ | ------------------ | ----- | ----- |
| Instituto Argentina        | 2.ª                 | 2015                | 13    | 0     | —             | —             | —                  | —                  | 13    | 0     |
| Instituto Argentina        | 2.ª                 | 2016                | 12    | 0     | 1             | 0             | —                  | —                  | 13    | 0     |
| Instituto Argentina        | 2.ª                 | 2016/17             | 29    | 1     | 1             | 0             | —                  | —                  | 30    | 1     |
| Instituto Argentina        | 2.ª                 | 2017/18             | 1     | 0     | 2             | 0             | —                  | —                  | 3     | 0     |
| Instituto Argentina        | 2.ª                 | 2018/19             | 14    | 0     | —             | —             | —                  | —                  | 14    | 0     |
| Instituto Argentina        | 2.ª                 | 2019/20             | 18    | 2     | 1             | 0             | —                  | —                  | 19    | 2     |
| Instituto Argentina        | Total               | Total               | 87    | 3     | 5             | 0             | 0                  | 0                  | 92    | 3     |
| Deportes La Serena · Chile | 1.ª                 | 2020                | 14    | 0     | —             | —             | —                  | —                  | 14    | 0     |
| Deportes La Serena · Chile | 1.ª                 | 2021                | 25    | 1     | —             | —             | —                  | —                  | 25    | 1     |
| Deportes La Serena · Chile | Total               | Total               | 39    | 1     | 0             | 0             | 0                  | 0                  | 39    | 1     |
| Unión Argentina            | 1.ª                 | 2022                | 13    | 1     | 3             | 0             | —                  | —                  | 16    | 1     |
| Unión Argentina            | Total               | Total               | 13    | 1     | 3             | 0             | —                  | —                  | 16    | 1     |
| Rosario Central Argentina  | 1.ª                 | 2023                | 5     | 0     | 4             | 0             | 0                  | 0                  | 9     | 0     |
| Rosario Central Argentina  | Total               | Total               | 5     | 0     | 4             | 0             | 0                  | 0                  | 9     | 0     |
| Santa Fe · Colombia        | 1.ª                 | 2024                | 21    | 0     | 2             | 0             | —                  | —                  | 23    | 0     |
| Santa Fe · Colombia        | Total               | Total               | 21    | 0     | 2             | 0             | —                  | —                  | 23    | 0     |
| Tenerife · España          | 3.ª                 | 2025/26             | 0     | 0     | 0             | 0             | —                  | —                  | 0     | 0     |
| Tenerife · España          | Total               | Total               | 0     | 0     | 0             | 0             | —                  | —                  | 0     | 0     |
| Total en su carrera        | Total en su carrera | Total en su carrera | 165   | 5     | 14            | 0             | 0                  | 0                  | 179   | 5     |

## Palmarés

### Campeonatos nacionales
| Título                      | Club            | País      | Año  |
| --------------------------- | --------------- | --------- | ---- |
| Copa de la Liga Profesional | Rosario Central | Argentina | 2023 |